# Graellsia davisiana
Graellsia davisiana är en korsblommig växtart som beskrevs av Poulter. Graellsia davisiana ingår i släktet Graellsia och familjen korsblommiga växter. Inga underarter finns listade i Catalogue of Life.